# ING1
Бело́к-ингиби́тор ро́ста 1 (англ. Inhibitor of growth protein 1, ING1) — белок, кодируемый у человека геном ING1.
Этот ген кодирует белок-супрессор опухолей, который может индуцировать остановку роста клеток и апоптоз. Этот белок является ядерным белком, который физически взаимодействует с белком-супрессором опухоли p53 и является составной частью пути сигнализации p53. Снижение экспрессии и перегруппировка этого гена были обнаружены при различных видах рака. Существует несколько вариантов транскриптов альтернативного сплайсинга, кодирующих различные изоформы.

## Локализация
ING1 находится на хромосоме 13, недалеко от следующих генов:
- CARKD[англ.]: белок, содержащий домен с активностью киназы углеводов (функция неизвестна);
- COL4A2[англ.]: субъединицы А2 коллагена типа IV[англ.];
- RAB20[англ.]: потенциальный регулятор миграции коннексина[англ.];
- Cars2[англ.]: Митохондриальная Цистинил-тРНК синтетаза 2.

## Взаимодействия с другими белками
ING1, как было выявлено, взаимодействует с HDAC1, DMAP1, PCNA, SIN3A, SAP30, p53, SMARCC1, CREBBP и SMARCA4.